# Din Daeng
Din Daeng (thailändisch ดินแดง, dīn dɛ̄ːŋ, „Rote Erde“) ist einer der 50 Khet („Bezirke“) in Bangkok, der Hauptstadt von Thailand.

## Bevölkerung
Din Daeng ist einer der am dichtesten besiedelten Bezirke in Bangkok, nicht zuletzt wegen der zahlreichen in den sechziger Jahren gebauten Sozialwohnungen.

## Geographie
Din Daeng wird im Norden begrenzt vom Khlong Bangkhen und vom Khlong Namkaeo, im Osten von der Ratchadaphisek Road, im Süden vom Khlong Samsen Nai und im Westen von der Thanon Vibhavadi Rangsit (Vibhavadi-Rangsit-Straße) bzw. der oberhalb dieser verlaufenden Hochstraße Don Mueang Tollway.
Die benachbarten Bezirke sind im Uhrzeigersinn von Norden aus: Chatuchak, Huai Khwang, Ratchathewi und Phaya Thai.

## Geschichte
Der Bezirk Din Daeng wurde 1993 gegründet, als der östliche Teil von Phaya Thai abgetrennt wurde, um einen neuen Bezirk zu bilden.

## Einkaufen
- Fortune Town, ein IT Einkaufszentrum
- Esplanade Mall, Einkaufszentrum

## Verkehr

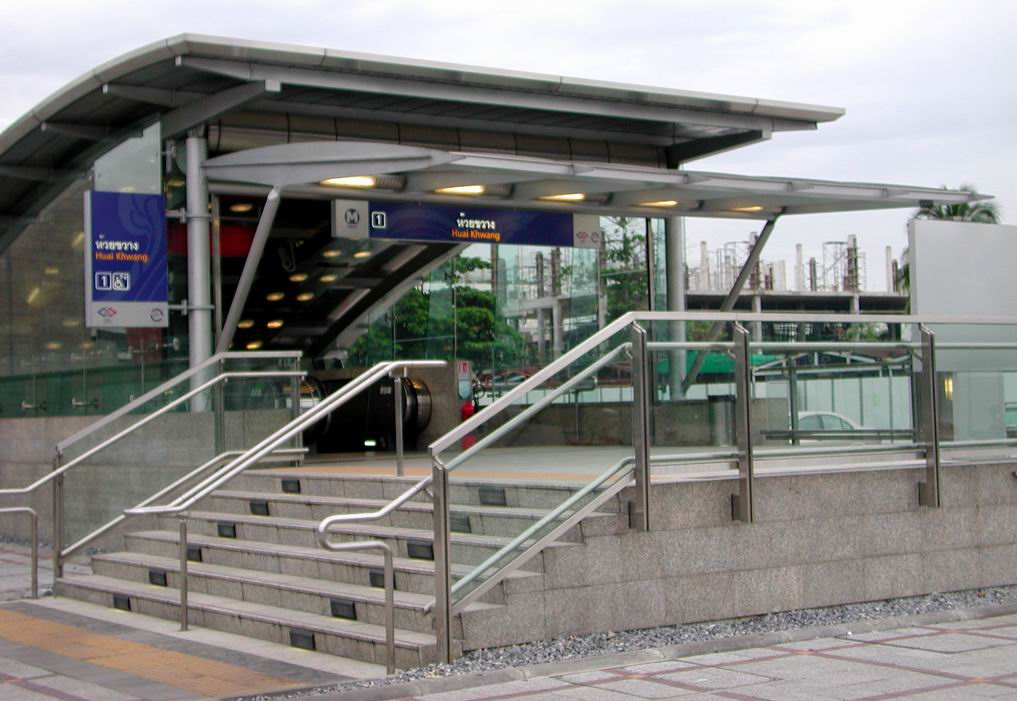
Eingang zur Huai Khwang Station

Die Bangkok Metro führt entlang der östlichen Grenze von Din Daeng nach Huai Khwang. Fünf Stationen liegen in diesem Bezirk: Phra Ram 9, Thailand Cultural Centre, Huai Khwang, Sutthisan und Ratchadaphisek.

## Bildung
In Din Daeng befindet sich ein Nebencampus der Technischen Universität Rajamangala Tawan-ok mit dem Namen Chakrabongse Bhuvanarth, die private Universität der thailändischen Handelskammer sowie die Hochschule für nationale Verteidigung.

## Sport
An der Vibhavadi-Rangsit-Straße befindet sich das Thailändisch-Japanische Stadion. Es dient u. a. als Heimstadion des Bangkok United FC.

## Verwaltung
Der Bezirk hat nur einen Unterbezirk (Khwaeng):
| Nr. | Name      | Thai  | Einw.   |
| --- | --------- | ----- | ------- |
| 1.  | Din Daeng | ดินแดง | 128.838 |